# اوفلیا مدینا
اوفلیا مدینا (اسپانیایی: Ofelia Medina‎؛ زادهٔ ۴ آوریل ۱۹۵۰) یک هنرپیشه، فیلم‌نامه‌نویس و خواننده اهل مکزیک است.
از فیلم‌ها یا برنامه‌های تلویزیونی که وی در آن نقش داشته است می‌توان به کلمبیانا اشاره کرد.